# پاولینا اوستا
پاولینا اوستا (متولد ۲۶ سپتامبر ۱۹۹۷) گوینده خبری لبنانی-آمریکایی، شخصیت رادیویی است. از مارس ۲۰۲۲، اوستا مجری اخبار عصرگاهی برای ایستگاه وابسته به شبه جزیره علیای میشیگان بود.
اوستا یک رقصنده باله کلاسیک موفق و دریافت کننده پنج جایزه گریسی در چهار سال متوالی (۲۰۱۴، ۲۰۱۵، 2016 و 2017) است.